# Chaerephon bemmeleni
Chaerephon bemmeleni là một loài động vật có vú trong họ Dơi thò đuôi, bộ Dơi. Loài này được Jentink mô tả năm 1879.

## Phân loài
- C. b. bemmeleni
- C. b. cistura

## Phân bố
Loài này phân bố ở một số quốc gia tại Tây và Trung Phi, bao gồm Cameroon, Cộng hòa Dân chủ Congo, Bờ Biển Ngà, Guinée, Kenya, Liberia, Rwanda, Sierra Leone, Nam Sudan, Sudan, Tanzania, và Uganda.